# Macrosiagon bifoveatus
Macrosiagon bifoveatus is een keversoort uit de familie waaierkevers (Rhipiphoridae). De wetenschappelijke naam van de soort is voor het eerst geldig gepubliceerd in 1875 door Horn.